# 種子島久基
種子島 久基（1664年10月23日—1741年8月26日），幼名鶴袈裟丸，初名義時、伊時。通稱三郎次郎、左内、彈正、號栖林，生於日本薩摩藩，為薩摩藩家臣，種子島氏第19代當主。為第一位將蕃薯引進日本本島的人。

## 生平
其父種子島久時。種子島久基出生於1644年（寬文4年）。1675年（延寶3年），由藩主島津光久，為他舉行加冠及元服的成年禮。1681年（天和元年），與藩主島津光久的11女，千代松結婚。
1686年（元祿11年），琉球國王尚貞致贈他一籠蕃薯，種子島久基命令家老西村時乘，率村民種植，作為荒年食糧。隨後，蕃薯種植傳布到日本全國。